# غیاث‌الدین صحنه
غیاث‌الدین صحنه بازیکن سابق تیم ملی والیبال ایران بوده‌است.
صحنه جدا از همراهی تیم ملی والیبال ایران در مسابقات مختلف آسیایی، یکبار نیز همراه با تیم بنیاد شهید عنوان بهترین مدافع روی تور باشگاه‌های آسیا را در دوره پنجم به خود اختصاص داد. غیاث الدین صحنه در سال ۱۹۸۹ بهترین مدافع روی توپ والیبال آسیا لقب گرفته بود وی در آخرین مسئولیت ورزشی خود با عنوان سرمربی تیم امید گلستان به مقام نایب قهرمانی ایران رسید.
وی از نظر خصایص اخلاقی یکی از نوادر والیبال ایران بود و سالها در تیم‌ ملی والیبال و باشگاه‌های استقلال و برق تهران بازی کرد.

## درگذشت
غیاث الدین صحنه تنها بازمانده حادثه اتومبیل حامل مسئولان والیبال امید استان گلستان بود که بر اثر عفونت ناشی از سوختگی شدید، در بیمارستان مهر، در سن ۴۱ سالگی دار فانی را وداع گفت.

## افتخارات
- بهترین دفاع آسیا در سال ۱۳۷۲
- بهترین مدافع روی توپ والیبال آسیا سال ۱۹۸۹